# Jette Jespersen
Jette Jespersen (født 23. august 1940) er en dansk politiker som har repræsenteret Dansk Folkeparti i Folketinget fra 2001 til 2005.

## Biografi fra Folketingets hjemmeside
Jette Jespersen, selvstændig erhvervsdrivende.
Dansk Folkeparti – Folketingsmedlem for Frederiksborg Amtskreds fra 20. nov. 2001.
Født 23. aug. 1940 i København, datter af maskinchef Hugo H. Samson og husmoder Carla Marie Samson.
Folkeskole 1948-55 i henholdsvis København, Løgstør og Aalborg. Handelsuddannet 1956-60. Utterslev Messe. 1 år i England 1961 og ¾ år i USA.
Selvstændig. Antik og kræmmermarked samt sommercafé.
Lokalformand for Dansk Folkeparti i Lemvig og medlem af amtsbestyrelsen i Ringkøbing Amtskreds.
Partiets kandidat i Frederiksværkkredsen siden marts 1999.